# Rainer Beßling
Rainer Beßling (auch Rainer Bessling; * 1954 in Recklinghausen) ist ein deutscher Kunstkritiker und Kulturjournalist.

## Leben und Wirken
Rainer Beßling studierte Sozialwissenschaften, Germanistik und Geschichte an den Universitäten Münster und Bochum. Danach begann er mit einer journalistischen Tätigkeit am Westfälischen Anzeiger in Hamm und wurde 1989 Redaktionsleiter Feuilleton und Kulturredakteur der Kreiszeitung Syke.
1995 wurde er an der Gottfried Wilhelm Leibniz Universität Hannover mit einer Arbeit über Johann Georg Sprengel und den Deutschen Germanistenverband zum  Dr. phil. promoviert.
Rainer Beßling ist Mitarbeiter der Zeitschrift artist und des Lexikons Künstler – Kritisches Lexikon der Gegenwartskunst. 2014 war er Geschäftsführer des Künstlerhauses Bremen.

## Schriften
- Schule der nationalen Ethik. Johann Georg Sprengel. Die Deutschkundebewegung und der deutsche Germanistenverband. Dissertation. Universität Hannover 1995. Lang, Frankfurt am Main 1997, ISBN 3-631-30159-6.
- Hans-Albert Walter. Schäfer, Hannover 1999, ISBN 3-88746-407-9.
- Katerina Vatsella (Hrsg.): Jan Carstensen, Ulrike Gölner, Theresia Janssen, Paul Karolak, Sabine Puschmann. Texte Rainer Beßling. Hauschild, Bremen 2003, ISBN 3-89757-213-3.
- Jeanette Clasen: Mosaik Morgana. Collagen & Metallobjekte 1981–2002. Texte Rainer Beßling. Verlag der Rotenburger Kreiszeitung, Rotenburg/W. 2003, ISBN 3-00-010189-6.
- Rollenspiel. Edeltraut Rath: Rollen, Muster, Schablonen. Ausstellung Kreismuseum Syke, 17. August bis 14. September 2003. Texte Ralf Vogeding, Rainer Beßling, Gudrun Lichtenberger. Kreismuseum Syke, Syke 2003, ISBN 3-9805434-7-1.
- Natur – Skulptur – Natur. Susanne Specht. Bildhauersymposium 2003 Vorwerk Syke. Texte Rainer Beßling, Ralf Vogeding. Kreismuseum, Syke 2003.
- S-y-k-e. Michael Weisser: Sequenzen, Felder, Räume. Ausstellung Kreismuseum Syke, Mai/Juni 2004. Texte Ralf Vogeding, Rainer Beßling. Kreismuseum, Syke 2004, ISBN 3-934251-82-X.
- Sabine Straßburger: Maßnahmen. Ausstellungskatalog. Texte Rainer Beßling. Hachmannedition, Bremen 2007, ISBN 978-3-939429-40-1.
- Milko Pavlov – tomorrow belongs to me. Ausstellung Städtische Galerie im Buntentor Bremen, 11. März bis 16. April 2007. Texte Rainer Beßling. Hachmannedition, Bremen 2008, ISBN 978-3-939429-48-7.
- Sender – Edith Pundt. Ausstellung Fotografien im Atelierhaus in der Friesenstraße Bremen, September 2009. Texte Rainer Beßling, Anja Kümmel, Isolde Loock. Pundt, Bremen 2009, ISBN 978-3-9809465-8-2.
- Rudolph Bauer, Inge Buck, Michael Weisser: Der Elefant! Bilder, Gedichte, Dokumente. Zum Anti-Kolonialdenkmal in Bremen. Sujet, Bremen 2010, ISBN 978-3-933995-49-0 (Rezension von Rainer Beßling).
- Martin Koroscha: Ort und Raum = Place & space. Hrsg. Christopher Schroer. Texte von Rainer Beßling, Bärbel Schönbohm, Gernot Wilberg. Neue Sachlichkeit, Lindlar 2011, ISBN 978-3-942139-13-7.
- Bertenburg: Malerei. Ausstellungskatalog. Texte Peter Friese, Rainer Beßling. Salon, Köln 2011, ISBN 978-3-89770-342-1.
- Edith Pundt: Die Wörter – die Dinge. Ein Bilderbuch. Texte Rainer Beßling. KUBO, Bremen 2011, ISBN 978-3-936951-11-0.
- Ulrike Möhle: Skulpturen. Kulturpreis 2012 des Landkreises Diepholz Bildende Kunst/Bildhauerei und Keramik. Texte Rainer Beßling. Landkreis Diepholz, Diepholz 2012.
- Julia Siegmund: Aufgelesen. Ausstellungskatalog. Einführung Rainer Beßling. VRS Schöpe, Nordhorn 2012, ISBN 978-3-9814894-2-2.
- Jette Slangerod: Raumbezogene Bildobjekte von 2000–2012. Texte Rainer Beßling, Anette Naumann. Bremer Verband Bildender Künstlerinnen und Künstler, Bremen 2013, ISBN  	978-3-943971-06-4.
- Martin Voßwinkel: Dialoge des Konkreten = Concrete art in dialogue. Texte Rainer Beßling, Barbara Leicht, Christine Vogt. Kerber, Bielefeld/Leipzig 2014, ISBN 978-3-86678-956-2.